# Adam Willard

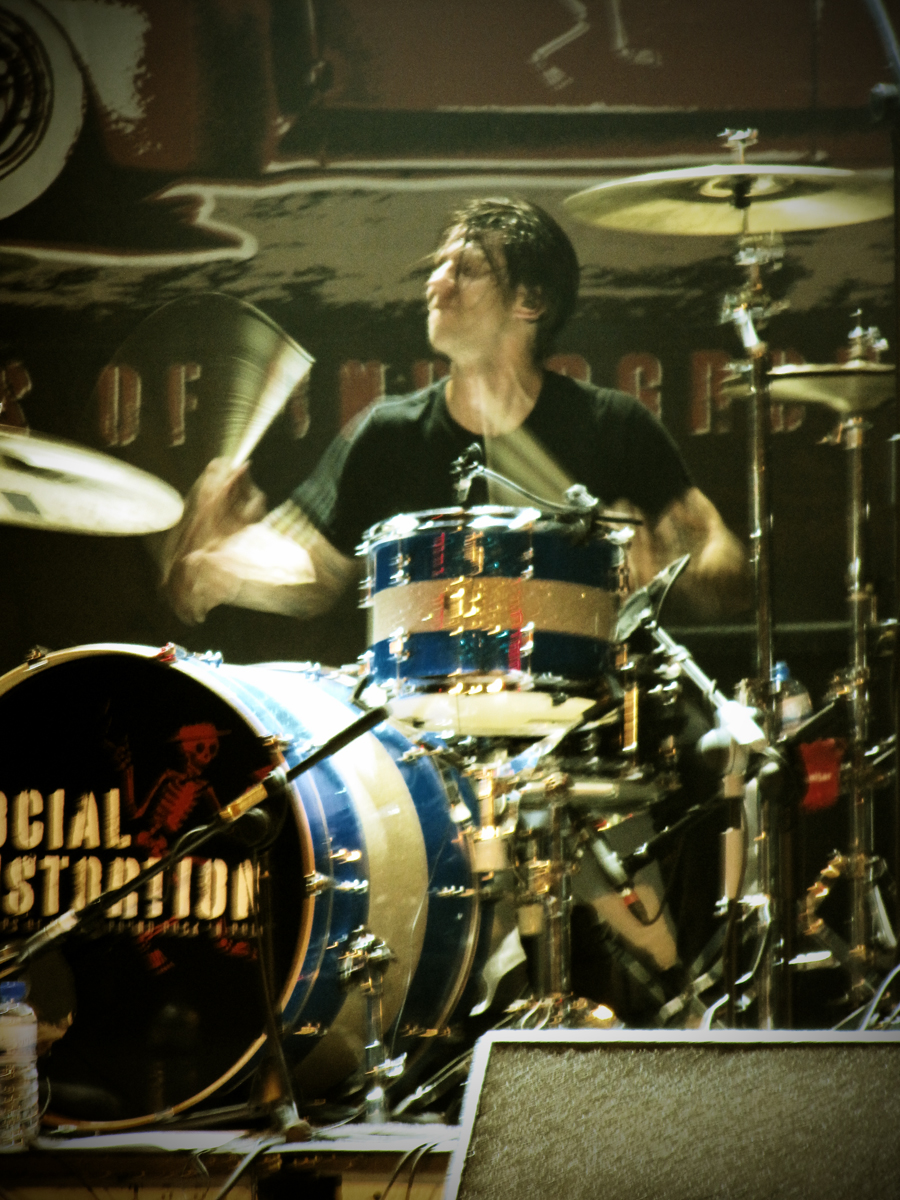
Atom Willard, 2009

Adam David Willard (* 15. August 1973 in San Diego, Kalifornien), auch bekannt als Atom Willard, ist ein US-amerikanischer Schlagzeuger.
Von 2005 bis 2011 war er Schlagzeuger und Gründungsmitglied bei Angels & Airwaves, einer „Supergroup“ mit Tom DeLonge von blink-182, David Kennedy von Box Car Racer und Matt Wachter von 30 Seconds to Mars. Von Mai 2009 bis März 2010 spielte er in der Punkrock-Band Social Distortion. Dort trat er in die Fußstapfen von Charlie Quintana, der nach knapp zehnjähriger Mitgliedschaft sein Engagement als Schlagzeuger der Band beendet hatte. Willard war außerdem Mitglied bei Against Me!, Alkaline Trio, American Hi-Fi, Danko Jones, MOTH, Rocket from the Crypt und The Special Goodness. Von 2003 bis 2007 war er Schlagzeuger von The Offspring. Dort ersetzte er Ron Welty. Er wird als „Drum God“ in Weezers Green Album erwähnt. 2022 war er Mitglied der Band The Worriers. Mitte 2023 ersetzte er Derek Grant bei Alkaline Trio.
In den frühen 1990er-Jahren spielte er in der Untergrund-Skate-Band Custom Floor mit den Skatern Garry Davis (Gitarre) und Phil Esbenshade (Bass). Er tourte auch mit der Band Brown Bag Special bestehend aus Hira Chowdhury (Gitarre), Mahesh Kotagi, Bilbo Baggins und Adeel Zeb.